# Daulet Shabanbay
Daulet Shabanbay (en kazajo: Дәулет Шабанбай; en ruso: Даулет Еркинович Шабанбай, Pavlodar, 9 de agosto de 1983) es un luchador kazajo de lucha libre. Participó en los Juegos Olímpicos de Londres 2012 en la categoría de 120 kg, consiguiendo un quinto puesto. Compitió en cuatro campeonatos mundiales, logró la 7ª posición en 2015. Ganó la medalla de plata en los Juegos Asiáticos de 2014. Obtuvo cinco medallas en Campeonatos Asiáticos, de plata en 2016. Tres veces representó a su país en la Copa del Mundo, en 2013 clasificándose en la sexta posición.